# Laura Checkoway
Laura Checkoway é uma jornalista e cineasta estadunidense. Editora da Rolling Stone, foi indicada ao Oscar de melhor documentário de curta-metragem na edição de 2018 pelo trabalho na obra Edith+Eddie, ao lado de Thomas Lee Wright.

## Filmografia
- Edith+Eddie (2017)